# Den franske republikanske kalender
Den franske revolutionskalender eller republikanske kalender var en kalender som blev brugt i Frankrig i 13 år efter den franske revolutions udbrud. Den adskilte sig fra den gregorianske kalender i månedernes navne og længde, ugernes længde, ugedagenes navne og døgnets timeinddeling.
Kalenderens udgangspunkt var den 22. september 1792, da republikken indførtes, i kalenderen kaldet 1. vendémiaire år I. Den republikanske kalender blev dog først indført ved edikt den 14. Vendémiaire II (5. oktober 1793). Som Frankrig under Revolutionskrigene og Napoleonskrigene erobrede store dele af Europa, blev kalenderen indført i disse områder. Den gjaldt officielt til den 1. januar 1806, da den blev afskaffet ved et påbud givet den 22. Fructidor XIII (9. september 1805) af kejser Napoleon. Efter den 10. Nivose XIV fulgte 1. Januar 1806. Napoleon kom til magten (som førstekonsul Bonaparte) den 18. Brumaire VIII (9. November 1799), heraf navnet på Brumairekuppet der bragte ham til magten. Den republikanske kalender blev kortvarigt genindført at Pariserkommunen i 1871.
Efter denne kalender inddeltes året i 12 måneder, hver på 30 dage. Ved årsskiftet kom fem (eller i skudår seks) jours complémentaires eller jours epagomènes, tillægsdage, til. Året var inddelt i fire kvartaler, et for hver af årstiderne efterår, vinter, forår og sommer:

## Måneder
Efterår
- vendémiaire (fra latin vindemia, "vinhøst") begyndte den 22., 23. eller 24. september
- brumaire (fra fransk brume, "tåge") begyndte den 22., 23. eller 24. oktober
- frimaire (fra fransk frimas, "frost") begyndte den 21., 22. eller 23. november

Vinter
- nivôse (fra latin nivosus, "sne-") begyndte den 21., 22. eller 23. december
- pluviôse (fra latin pluviosus, "regn-") begyndte den 20., 21. eller. 22 januar
- ventôse (fra latin ventosus, "blæsende") begyndte den 19., 20. eller 21. februar

Forår
- germinal (fra latin germen, "sæd") begyndte den 20. eller 21. marts
- floréal (fra latin flos, "blomst") begyndte den 20. eller 21. april
- prairial (fra fransk prairie, "eng") begyndte den 20. eller 21. maj

Sommer
- messidor (fra latin messis, "høst") begyndte den 19. eller 20. juni
- thermidor (fra græsk thermos, "varm") begyndte den 19.. eller 20. juli
- fructidor (fra latin fructus, "frugter") begyndte den 18 eller 19. august

Men det blev kun til 360 dage, mens et år har 365 eller 366 dage. De fem eller seks ekstra dage fulgte efter 30. fruktidor og afsluttede året. Årets sidste dag var La Fête de la Révolution eller Revolutionsdag, mens den ny kalender udgik fra republikken, ikke revolutionen.

## Ugen, og døgnets inddeling
Hver måned var inddelt i tre dekader, uger på ti dage. Ugedagene fik navn efter deres nummer i ugen: primedi, duodi, tridi, quartidi, quintidi, sextidi, septidi, octidi, nonidi og décadi. De ti dage i hver dekade var ikke populære, og svære at indpasse i samfundet, fordi borgerne nu kun fik én fridag ud af ti, modsat det tidligere én ud af syv. Tidagesugen blev afskaffet fra Septidi 27. Germinal X til (Påske-)Søndag 28. Germinal X(den 18. april 1802). 
Man indførte også decimaltid, hvor et døgn bestod af 10 timer, hver inddelt i 100 minutter (1.000 på et døgn), hver inddelt i 100 sekunder (100.000 på et døgn).